# Vilius Šapoka
Vilius Šapoka, né le 14 décembre 1978, est un homme politique lituanien. Il est ministre des Finances de 2016 à 2020.